# 拉斯金美術學校
拉斯金美術學校（英語：Ruskin School of Drawing & Fine Art，也簡稱Ruskin），是牛津大學下的一個藝術學校。有兩個辦學點，提供研究生和本科生教育。
歷史可追溯到1871年約翰·拉斯金成立於大學畫廊（後來的阿什莫林博物館）的繪畫學校，1975年前一直位於博物館中，後來遷至高街74號，另外一棟建築在布靈頓路128號。
斯萊德美术学院在二戰期間曾搬到牛津與拉斯金共同辦學。

## 外部連結

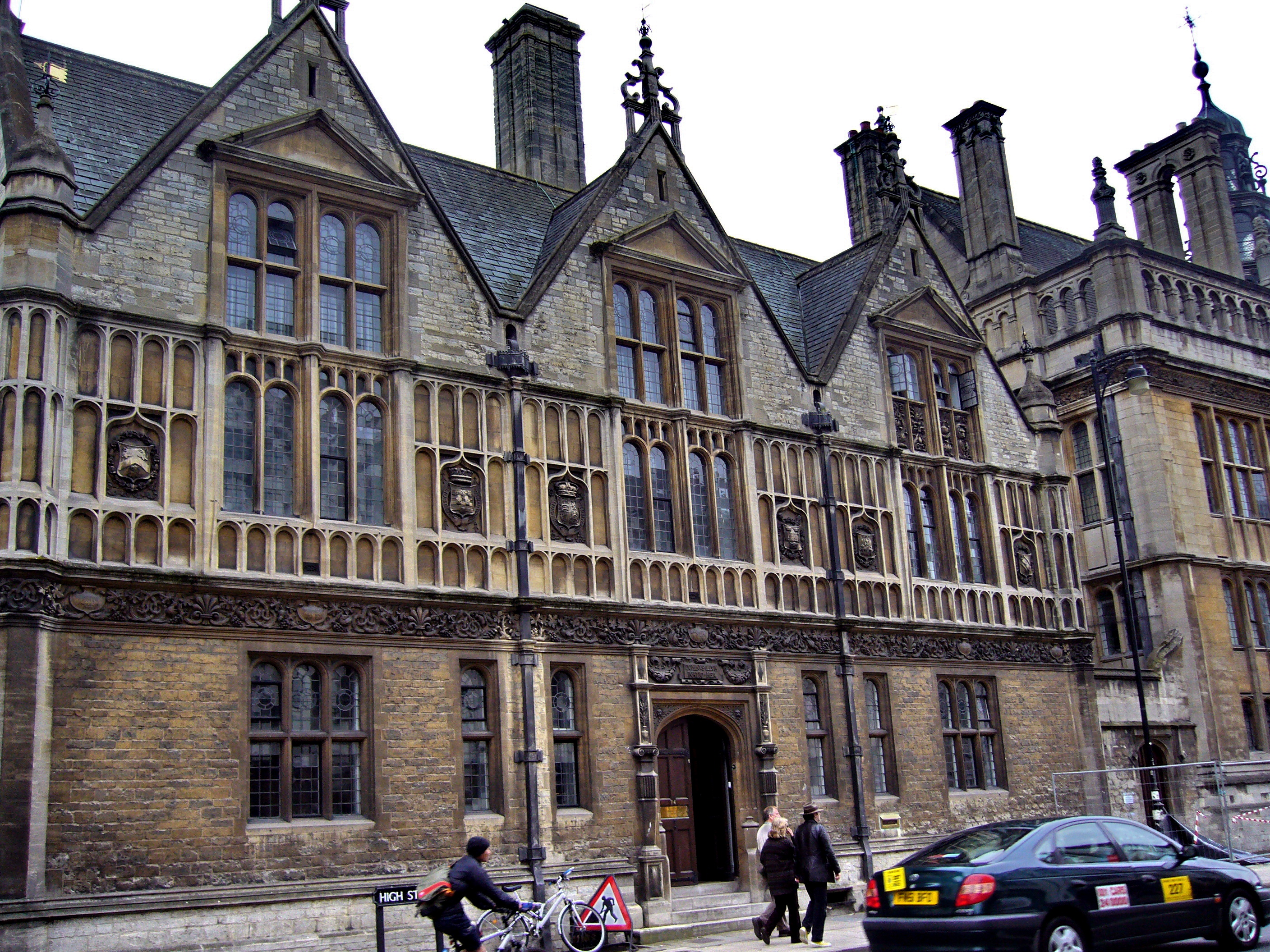
拉斯金美術學校

- Ruskin School of Drawing & Fine Art
- University of Oxford Admissions （页面存档备份，存于）

51°45′09″N 1°15′02″W / 51.75250°N 1.25056°W